# 16 (tal)
16 (sexton (fil)) är det naturliga talet som följer 15 och som följs av 17.

## Inom matematiken
- 16 är ett jämnt tal.
- 16 är det tredje bikvadrattalet
- 16 är ett nästan-perfekt tal och det fjortonde defekta talet
- 16 är ett superperfekt tal
- 16 är ett mycket ymnigt tal
- 16 är det fjärde kvadrattalet
- 16 är ett hexadekagontal.
- 16 är ett centrerat pentagontal.
- 16 är ett palindromtal i det ternära talsystemet.
- 16 är ett Ulamtal.
- 16 är ett Hexanaccital.
- 16 är ett Nonaccital.
- 16 är ett Oktanaccital.
- 16 är ett Heptanaccital.
- 16 är ett Pentanaccital.
- 16 är ett Praktiskt tal.
- 16 är ett Tesserakttal.

## Inom vetenskapen
- Svavel, atomnummer 16
- 16 Psyche, en asteroid
- M16, öppen stjärnhop i Ormen, Messiers katalog

## Inom television
- 16 är ett av talen i den återkommande talserien 4, 8, 15, 16, 23, 42 i tv-serien Lost.